# US-1
US-1
US-1A飛行艇（岩国基地で撮影）
- 用途：救難機
- 分類：飛行艇
- 製造者：新明和工業
- 運用者： 日本（海上自衛隊）
- 初飛行：

  - 1967年10月24日（PS-X）
  - 1974年10月6日（PS-1改）
- 生産数：20機
- 運用開始：1976年6月（7月1日に部隊結成）
- 退役：2017年12月13日
- 運用状況：退役

US-1は、新明和工業が開発し、海上自衛隊が使用した飛行艇。コールサインはIVORY（アイボリー）。初飛行はPS-1の原型PS-Xによって、1967年（昭和42年）10月24日、PS-1改によって1974年（昭和49年）10月6日。
なお、US-1は日本が開発・実用化した初の「水陸両用機」であり、離着陸が可能な降着装置（ランディング・ギア）を装備している。

## 概要
対潜哨戒機として開発されたPS-1は、その哨戒能力が時代遅れで、機体も問題が多かったために大量導入を見送られたが、機体は改修を重ねて世界的に通用するまでになり、これを多用途飛行艇化する計画が持ち上がった。その計画の一環として、新明和ではPS-X開発終了後の1971年（昭和46年）に、海上自衛隊の救難飛行艇として提案する基本構想をまとめ上げた。
防衛庁は1972年（昭和47年）と1973年（昭和48年）に「水陸両用救難飛行艇」として計3機の試作機を発注し、開発が始まった。PS-1の対潜装備の代わりに救難機器を設置し、陸上離着陸能力（ランディング・ギアと、その収容バルジの装備など）を持たせた。試作機PS-1改（防衛庁の呼称。新明和では当初よりUS-1）が製作され、1974年（昭和49年）10月6日に初飛行を行った。初飛行では洋上への離着水であり、初の離着陸は12月3日に行われた。1975年（昭和50年）3月5日に1号機が納入され、1976年（昭和51年）6月に部隊使用が認められ、救難飛行艇「US-1」と名づけられた。
その後、試作を含めて6機のUS-1（シリアルナンバー：9071〜9076）が製作され、1981年（昭和56年）製の7号機（9077）からはエンジンをT64-IHI-10E（3,060馬力）からT64-IHI-10J（3,493馬力）に換装したUS-1Aとなった。9071、9073〜9076号機も順次エンジンが換装されUS-1Aとなった。

## 機体

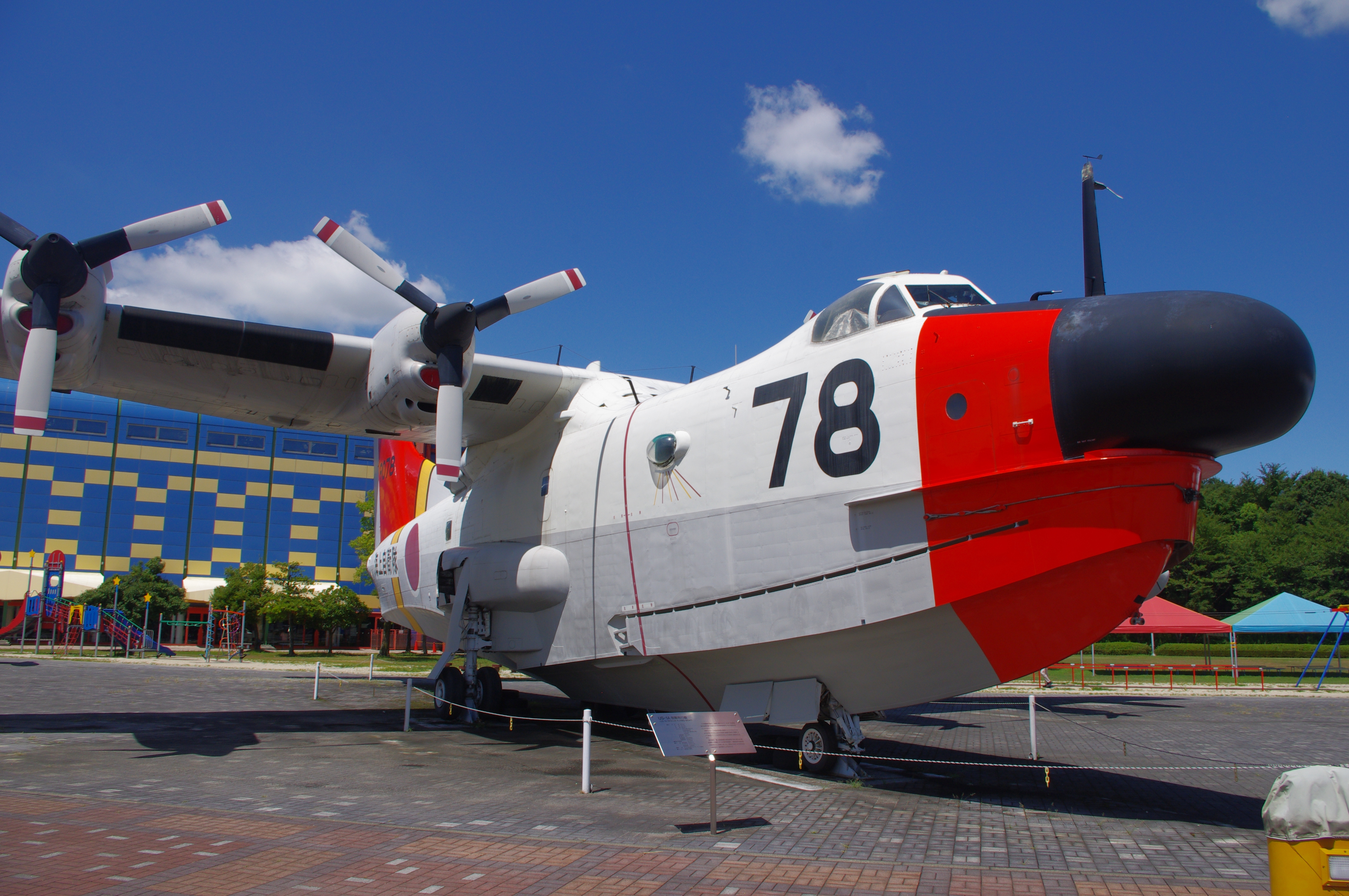
センサーマスト

直線翼の中型機であり、水平尾翼を垂直尾翼の上に配したT字尾翼を採用した。主翼端にはフロートが装備されており、艇体には消波機構がある。エンジンは石川島播磨重工業（現・IHI） でライセンス生産したT64ターボプロップエンジン4基を搭載している。なお、境界層制御装置（BLC）制御用にT58ガスタービンエンジンも別途搭載している。機体の大きな特徴は、機首に立っている迎え角や偏流のセンサーマストである。
波高3mの荒れる海への着水が出来るほか、時速50〜53ノット（時速100km程度）で離水可能な短距離離着陸（STOL）性能を有している。60度という深い角度を持つフラップと、翼表面の気流が滑らかに流れるようにする境界層制御装置（BLC）が、この低速離陸・離水性能を実現した。滑走路を持つ基地での航空祭でも驚くほど低速かつ短い滑走で離陸する様子を見ることができた。
主脚は陸上離着陸のためにPS-1より強化・大型化され、胴体側面に追加されたバルジに収容される。最適化のため多数の案を検討し、実物大モックアップで実証実験を行うなど研究を重ねた。
機体には捜索用レーダとして、初期生産型はAN/APS-80、後期生産型はテレフンケン社とトムソン-CSF（現・タレス）社が共同で開発したXバンド・レーダであるオーシャン・マスターが搭載されているほか、着水海域の波高が着水性能（波高3m）以内であることを確認するために、世界で唯一の航空機搭載用波高計（波高測定専用の連続波FM-CWレーダー）を搭載している。機体キャビンには12名分の担架を収容できるが、機内はコックピットを除いて与圧されていない。このため、気圧維持の為に高高度をとれず、また低気圧下での飛行は避けなければならないため、飛行計画は気象条件に左右された。

## 運用

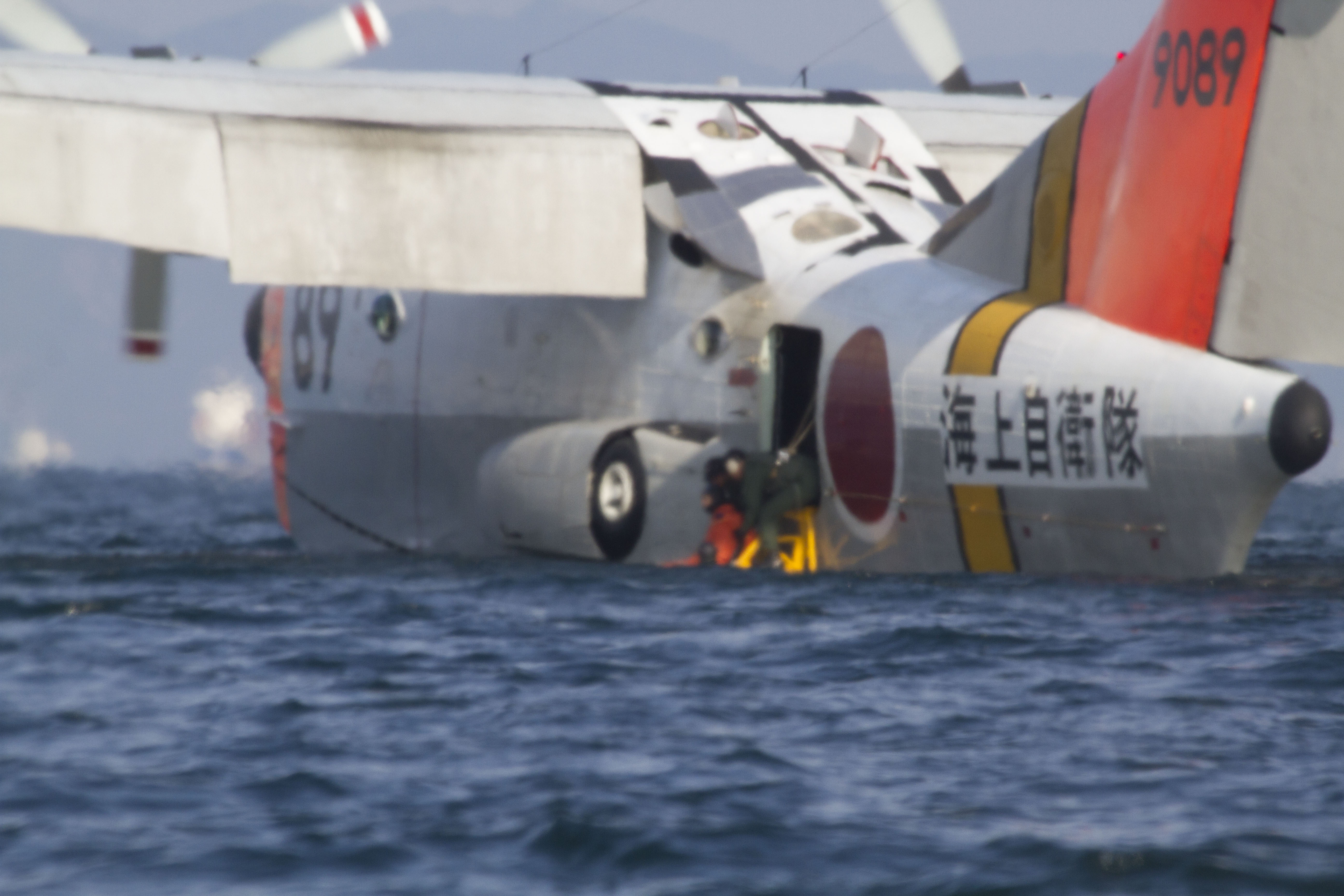
救助訓練のため着水したUS-1

海上自衛隊岩国航空基地所属の第31航空群第71航空隊に7機が配備され、そのうち1機を厚木基地に分遣隊として派遣していたが、現在は後継機のUS-2の配備により完全に退役した。乗員には機上救護員などの救助要員も含むために、12名と多くなっている。
飛行艇の有利な点として、洋上での発着が可能なことから、飛行場の無い離島へもアクセスできること、ヘリコプターより長い航続距離と、ヘリコプターや船舶よりもはるかに高速であることがある。US-1はこれらの利点を最大限に活用した機体である。
救助要請を受けると、US-1は哨戒機（P-2J、P-3C）1機とペアを組んで基地を出発、まず巡航速度の速い哨戒機が進出し、レーダーやカメラ、目視で要救助者・船を捜索する。発見するとカメラで撮影、基地へ伝送すると共に、目印のマーカーを投下（必要ならば食料・飲料水と共にラフトを投下）、無線通信でUS-1へ位置、気象情報、海面の状況を伝え、現場へ誘導する。US-1は基地からも誘導を受け（遠距離の場合は哨戒機が中継連絡）、現場海域到着後、着水前に海面状況を航空機搭載用波高計で計測・確認する。二次遭難を避けるため、機体が損傷を受けない海面状況であることを確認した後に着水する。着水後、機体備え付けのゴムボートで要救助者を救出し、救助後も哨戒機の誘導・基地からの中継連絡を受けて帰還する。このように、US-1/1Aは哨戒機とペアを組むことを前提に開発された機体である。
最初に製作された3機（9071〜9073）は第51航空隊岩国航空分遣隊で運用試験が行われ、1976年（昭和51年）7月1日に第71航空隊が隊員83名で発足して全機が移動した。7月12日に銚子沖東方300マイルで発生したギリシャ船乗組員の手首切断事故で初出動、海上から羽田空港へ患者を空輸して命を救い、US-1の実用性を知らしめた。以降、機体は6機に増え、1981年（昭和56年）に出動100回、同年にUS-1Aに機種転換され、1982年（昭和57年）3月から厚木に分遣隊を置いた。1997年（平成9年）に出動500回を達成、2017年（平成29年）12月に退役するまでの出動回数は患者輸送などが768件、洋上救難141件の計909回で、827名を救助している。
海自の機体は潮風に影響されることで、ヘリコプターなどは概ね寿命が短いが、US-1も荒波への強行着水など、過酷な運用ゆえに機体の消耗は激しく、15年ほどで寿命を迎える。後年はおおむね1年に1機退役、1機が新製され、常に6〜7機が稼動する状態を維持してきた。

1991年（平成3年）からの03中期防では後継としてオスプレイの調達が決定され、US-1Aは調達終了の予定だった。しかし、当時オスプレイの開発はメーカーのベルとボーイングにおいても複数回の試作機全損を出すなど難航を極め、実用化・調達の目処も立たないとして結局US-1Aの生産が再開されることになった。新明和は、この事態を受け『US-1A改』のコードネームで事実上の後継機開発に着手した。

再生産に当たって、新明和・甲南工場は100社以上の関連企業に部品の生産再開を依頼したが、一度は生産終了を伝えた後だったため、資材担当者は関連企業から苦言を呈されたという。次の08中期防ではオスプレイが低率初期生産に入っていたこともあり、その次の13中期防を見越したUS-1A改の指名獲得が優先され、US-1Aの調達予定は当初なかった。しかし、US-1A改の開発が防衛庁と富士重工業の間の汚職発覚によって遅れたため、1999年（平成11年）度に1機を発注。これが2001年（平成13年）度に納入されたUS-1からの通算19号機（9089）で、この機体を持ってUS-1計画は完了する予定だった。

ところがUS-1A改の試作機の組み立ても遅れ、2002年（平成14年）度に退役が予定されていた機体の代替が間に合わないことがわかった。防衛省は急遽1機を追加発注し、通算20号機（9090）が2005年（平成17年）2月22日に納入され、US-1Aの生産は終了した。
1992年1月23日にはUS-1A（9081）が東京から約1166km沖合で三沢基地所属のF-16から緊急脱出したパイロットの救助に派遣された。現場での猶予が30分と余裕のない任務であったが救助に成功した。なお救助されたパイロットは後に在日米軍司令官となるジョン・ドーラン空軍中将だった。
1994年2月の小笠原行幸啓では、目的地に飛行場が無く船舶では時間がかかるため海上自衛隊のUS-1Aが使用された。
2010年（平成22年）8月12日、海上保安庁から災害派遣要請を受けたUS-1Aが、急病（胃に穴が開き出血）となった韓国海軍のイージス艦・世宗大王級駆逐艦の乗組員1名を宮城県金華山 沖880kmの海上で収容し、厚木基地に搬送した。これは自衛隊が災害派遣要請を受けてアメリカ軍以外の外国兵を搬送した初の事例であった。
2017年12月13日、最後の1機が、最終飛行を行い、山口県の岩国航空基地で任務を完了、全機が退役した。

### 事故
- 1982年（昭和57年）6月15日、9074号機が足摺岬沖の洋上で離着水訓練中、着水時に左フロートを折損し、離水不能となり漂流した。近くで訓練中の護衛艦「ながつき」が同機を曳航して岩国基地に帰投。
- 1995年（平成7年）2月21日、9080号機が豊後水道で洋上離着水訓練中に墜落し転覆大破した。乗組員は1名のみ生存、11名が殉職した。

## スペック
US-1A
- 乗員 - 12名
- 全長 - 33.5m
- 全幅 - 33.2m
- 全高 - 10m
- 翼面積 - 135.8m2
- 空虚重量 - 25,500kg
- 運用自重 - 26,600kg
- 最大離陸 - 43,000kg
- 燃料容量 - 19,456L
- エンジン - GE/石川島播磨重工業 T64-IHI-10Jターボプロップ×4
- 出力 - 47kW×4（3,493ESHP×4）
- 最大速度 - 490km/h=M0.40
- 航続距離 - 4,000km以上
- 実用上昇限度 - 8,660m

## 登場作品

### 漫画
『戦海の剣シリーズ』
人員輸送に使用される。

### アニメ
『BLUE DROP 〜天使達の戯曲〜』
12話に日本の哨戒機（機体番号は81）として登場。哨戒飛行中に異星人が操る戦艦ノヴァールによって撃墜される。
『リーンの翼』
Webアニメ版において、地上の岩国基地での騒動から一機のＦ-35Ｂともどもバイストン・ウェルに召還され、現地で国王＝サコミズ・シンジロウ率いるホウジョウ国の作戦に参加する（もっとも、機長である海楽一尉はサコミズ王に対して終始懐疑的ではあった）。後に地上の東京湾に再浮上、クライマックスでの東京湾における一連の戦闘が終結した後に救助活動を行っている。